# Pseudodiploexochus debeckeri
Pseudodiploexochus debeckeri is een pissebed uit de familie Armadillidae. De wetenschappelijke naam van de soort is voor het eerst geldig gepubliceerd in 1979 door Taiti & Franco Ferrara.